# Basch Lajos
Basch Lajos, Lazar Ludwig Basch (Pest-Buda, 1851. december 22. – Bécs, 1921 után) lapszerkesztő, újságíró.

## Élete
Basch Ármin kereskedő és Jellinek Rozália fia. Az Illustrierter Wiener Extrablatt szerkesztője volt. Iskoláit Bécsben végezte. Még gyermekkorában került az osztrák fővárosba. Jogot tanult, majd a Wiener Landes- und Handels-Gerichte-nél működött. Itt töltött életéről és érdekes élményeiről a Neues Wiener Tagblattban írt cikksorozatot. Aus der Mappe eines alten Rechtspraktikanten címmel. Később végleg az újságírás felé fordult. 1878–1881-ig törvényszéki és városházi tudósítója volt a Constitutionelles Vorstadtzeitung-nak. 1881-ben az Illustriertes Wiener Extrablatt szerkesztője. Egyúttal az Interessante Blatt vezetője volt. 1882. március 19-én Bécs belvárosában házasságot kötött Mahler Fannival.